# Partecipanti alla E3 Saxo Classic 2024
Elenco dei partecipanti alla E3 Saxo Classic 2024.
La E3 Saxo Classic 2024 è stata la sessantaseiesima edizione della corsa. Alla competizione presero parte 25 squadre: le diciotto iscritte all'UCI World Tour 2024 e sette squadre invitate dell'UCI ProTeam.
Ciascuna delle squadre è composta da sette ciclisti, per un totale di 175 ciclisti accreditati alla partenza.

## Corridori per squadra
Nota: R ritirato, NP non partito, FT fuori tempo, SQ squalificato
| Team Visma-Lease a Bike         | Team Visma-Lease a Bike         | Team Visma-Lease a Bike         | Alpecin-Deceuninck    | Alpecin-Deceuninck    | Alpecin-Deceuninck    | Intermarché-Wanty      | Intermarché-Wanty      | Intermarché-Wanty      |
| ------------------------------- | ------------------------------- | ------------------------------- | --------------------- | --------------------- | --------------------- | ---------------------- | ---------------------- | ---------------------- |
| N°                              | Ciclista                        | Clas.                           | N°                    | Ciclista              | Clas.                 | N°                     | Ciclista               | Clas.                  |
| 1                               | Wout Van Aert                   | 3°                              | 11                    | Mathieu van der Poel  | 1°                    | 21                     | Biniam Girmay          | 19°                    |
| 2                               | Per Strand Hagenes              | R                               | 12                    | Senne Leysen          | 113°                  | 22                     | Vito Braet             | 35°                    |
| 3                               | Tiesj Benoot                    | R                               | 13                    | Juri Hollmann         | 103°                  | 23                     | Dries De Pooter        | 66°                    |
| 4                               | Matteo Jorgenson                | 5°                              | 14                    | Søren Kragh Andersen  | 37°                   | 24                     | Gijs Van Hoecke        | R                      |
| 5                               | Edoardo Affini                  | R                               | 15                    | Xandro Meurisse       | 77°                   | 25                     | Hugo Page              | 84°                    |
| 6                               | Jan Tratnik                     | 33°                             | 16                    | Oscar Riesebeek       | 96°                   | 26                     | Dion Smith             | 112°                   |
| 7                               | Dylan van Baarle                | 89°                             | 17                    | Maurice Ballerstedt   | 110°                  | 27                     | Georg Zimmermann       | 63°                    |
| Soudal Quick-Step               | Soudal Quick-Step               | Soudal Quick-Step               | Arkéa-B&B Hotels      | Arkéa-B&B Hotels      | Arkéa-B&B Hotels      | Astana Qazaqstan Team  | Astana Qazaqstan Team  | Astana Qazaqstan Team  |
| N°                              | Ciclista                        | Clas.                           | N°                    | Ciclista              | Clas.                 | N°                     | Ciclista               | Clas.                  |
| 31                              | Julian Alaphilippe              | 50°                             | 41                    | Luca Mozzato          | 22°                   | 51                     | Gleb Brusenskij        | 20°                    |
| 32                              | Kasper Asgreen                  | 78°                             | 42                    | Vincenzo Albanese     | 9°                    | 52                     | Evgenij Fëdorov        | 65°                    |
| 33                              | Jordi Warlop                    | 106°                            | 43                    | Donavan Grondin       | R                     | 53                     | Michele Gazzoli        | R                      |
| 34                              | Yves Lampaert                   | 29°                             | 44                    | Mathis Le Berre       | 43°                   | 54                     | Evgenij Gidič          | R                      |
| 35                              | Gianni Moscon                   | R                               | 45                    | Alan Riou             | 108°                  | 55                     | Rüdiger Selig          | R                      |
| 36                              | Casper Pedersen                 | 88°                             | 46                    | Łukasz Owsian         | R                     | 56                     | Max Kanter             | 107°                   |
| 37                              | Pepijn Reinderink               | 118°                            | 47                    | Miles Scotson         | 114°                  | 57                     | Gleb Syrica            | 53°                    |
| Bahrain Victorious              | Bahrain Victorious              | Bahrain Victorious              | Bora-Hansgrohe        | Bora-Hansgrohe        | Bora-Hansgrohe        | Cofidis                | Cofidis                | Cofidis                |
| N°                              | Ciclista                        | Clas.                           | N°                    | Ciclista              | Clas.                 | N°                     | Ciclista               | Clas.                  |
| 61                              | Matej Mohorič                   | 15°                             | 71                    | Danny van Poppel      | R                     | 81                     | Aimé De Gendt          | 83°                    |
| 62                              | Alberto Bruttomesso             | 92°                             | 72                    | Emil Herzog           | 49°                   | 82                     | Alexis Gougeard        | R                      |
| 63                              | Fran Miholjević                 | R                               | 73                    | Nico Denz             | 46°                   | 83                     | Nolann Mahoudo         | R                      |
| 64                              | Andrea Pasqualon                | 56°                             | 74                    | Luis-Joe Lührs        | 98°                   | 84                     | Christophe Noppe       | R                      |
| 65                              | Cameron Scott                   | R                               | 75                    | Filip Maciejuk        | R                     | 85                     | Alexis Renard          | 54°                    |
| 66                              | Łukasz Wiśniowski               | R                               | 76                    | Ryan Mullen           | R                     | 86                     | Nicolas Debeaumarché   | R                      |
| 67                              | Fred Wright                     | 21°                             | 77                    | Marco Haller          | 27°                   | 87                     | Axel Zingle            | R                      |
| Decathlon AG2R La Mondiale Team | Decathlon AG2R La Mondiale Team | Decathlon AG2R La Mondiale Team | EF Education-EasyPost | EF Education-EasyPost | EF Education-EasyPost | Groupama-FDJ           | Groupama-FDJ           | Groupama-FDJ           |
| N°                              | Ciclista                        | Clas.                           | N°                    | Ciclista              | Clas.                 | N°                     | Ciclista               | Clas.                  |
| 91                              | Oliver Naesen                   | 26°                             | 101                   | Alberto Bettiol       | R                     | 111                    | Stefan Küng            | 16°                    |
| 92                              | Edvald Boasson Hagen            | 100°                            | 102                   | Stefan Bissegger      | 95°                   | 112                    | Lewis Askey            | 39°                    |
| 93                              | Dries De Bondt                  | 60°                             | 103                   | Owain Doull           | R                     | 113                    | Sven Erik Bystrøm      | R                      |
| 94                              | Sander De Pestel                | 18°                             | 104                   | Yuhi Todome           | R                     | 114                    | Olivier Le Gac         | 40°                    |
| 95                              | Jordan Labrosse                 | R                               | 105                   | Jack Rootkin-Gray     | R                     | 115                    | Fabian Lienhard        | 81°                    |
| 96                              | Valentin Retailleau             | R                               | 106                   | Jonas Rutsch          | 57°                   | 116                    | Valentin Madouas       | 44°                    |
| 97                              | Bastien Tronchon                | 67°                             | 107                   | Michael Valgren       | 74°                   | 117                    | Clément Russo          | R                      |
| Ineos Grenadiers                | Ineos Grenadiers                | Ineos Grenadiers                | Lidl-Trek             | Lidl-Trek             | Lidl-Trek             | Movistar Team          | Movistar Team          | Movistar Team          |
| N°                              | Ciclista                        | Clas.                           | N°                    | Ciclista              | Clas.                 | N°                     | Ciclista               | Clas.                  |
| 121                             | Ben Turner                      | 82°                             | 131                   | Mads Pedersen         | 11°                   | 141                    | Oier Lazkano           | 14°                    |
| 122                             | Jhonatan Narváez                | 6°                              | 132                   | Ryan Gibbons          | 111°                  | 142                    | Carlos Canal           | 91°                    |
| 123                             | Luke Rowe                       | R                               | 133                   | Alex Kirsch           | 10°                   | 143                    | Rémi Cavagna           | 48°                    |
| 124                             | Magnus Sheffield                | 36°                             | 134                   | Jasper Stuyven        | 2°                    | 144                    | Johan Jacobs           | 34°                    |
| 125                             | Ben Swift                       | 94°                             | 135                   | Mathias Vacek         | 68°                   | 145                    | Mathias Norsgaard      | 87°                    |
| 126                             | Connor Swift                    | 42°                             | 136                   | Otto Vergaerde        | R                     | 146                    | Lorenzo Milesi         | 45°                    |
| 127                             | Elia Viviani                    | R                               | 137                   | Toms Skujiņš          | 8°                    | 147                    | Iván Romeo             | R                      |
| Team DSM-Firmenich PostNL       | Team DSM-Firmenich PostNL       | Team DSM-Firmenich PostNL       | Team Jayco AlUla      | Team Jayco AlUla      | Team Jayco AlUla      | UAE Team Emirates      | UAE Team Emirates      | UAE Team Emirates      |
| N°                              | Ciclista                        | Clas.                           | N°                    | Ciclista              | Clas.                 | N°                     | Ciclista               | Clas.                  |
| 151                             | Patrick Eddy                    | 102°                            | 161                   | Michael Matthews      | R                     | 171                    | Tim Wellens            | 4°                     |
| 152                             | Alexander Edmondson             | R                               | 162                   | Luke Durbridge        | 73°                   | 172                    | Ivo Oliveira           | 79°                    |
| 153                             | Enzo Leijnse                    | R                               | 163                   | Max Walscheid         | 55°                   | 173                    | Mikkel Bjerg           | 31°                    |
| 154                             | Niklas Märkl                    | 51°                             | 164                   | Amund Grøndahl Jansen | R                     | 174                    | António Morgado        | 75°                    |
| 155                             | Tobias Lund Andresen            | R                               | 165                   | Kelland O'Brien       | 71°                   | 175                    | Marc Hirschi           | R                      |
| 156                             | Timo Roosen                     | R                               | 166                   | Blake Quick           | R                     | 176                    | Nils Politt            | 7°                     |
| 157                             | Julius van den Berg             | R                               | 167                   | Elmar Reinders        | 105°                  | 177                    | Michael Vink           | R                      |
| Lotto Dstny                     | Lotto Dstny                     | Lotto Dstny                     | Israel-Premier Tech   | Israel-Premier Tech   | Israel-Premier Tech   | Q36.5 Pro Cycling Team | Q36.5 Pro Cycling Team | Q36.5 Pro Cycling Team |
| N°                              | Ciclista                        | Clas.                           | N°                    | Ciclista              | Clas.                 | N°                     | Ciclista               | Clas.                  |
| 181                             | Arnaud De Lie                   | 52°                             | 191                   | Jakob Fuglsang        | R                     | 201                    | Fabio Christen         | 59°                    |
| 182                             | Victor Campenaerts              | 41°                             | 192                   | Guillaume Boivin      | R                     | 202                    | Tobias Ludvigsson      | 93°                    |
| 183                             | Jasper De Buyst                 | 86°                             | 193                   | Hugo Houle            | 80°                   | 203                    | Kamil Małecki          | 62°                    |
| 184                             | Pascal Eenkhoorn                | 85°                             | 194                   | Krists Neilands       | 17°                   | 204                    | Nicolò Parisini        | 30°                    |
| 185                             | Jacopo Guarnieri                | R                               | 195                   | Riley Sheehan         | 23°                   | 205                    | Jannik Steimle         | 47°                    |
| 186                             | Sébastien Grignard              | 76°                             | 196                   | Nadav Raisberg        | 64°                   | 206                    | Cyrus Monk             | R                      |
| 187                             | Brent Van Moer                  | 13°                             | 197                   | Tom Van Asbroeck      | 25°                   | 207                    | Szymon Sajnok          | R                      |
| Tudor Pro Cycling Team          | Tudor Pro Cycling Team          | Tudor Pro Cycling Team          | Uno-X Mobility        | Uno-X Mobility        | Uno-X Mobility        | Team Flanders-Baloise  | Team Flanders-Baloise  | Team Flanders-Baloise  |
| N°                              | Ciclista                        | Clas.                           | N°                    | Ciclista              | Clas.                 | N°                     | Ciclista               | Clas.                  |
| 211                             | Matteo Trentin                  | 24°                             | 221                   | Rasmus Tiller         | 38°                   | 231                    | Kamiel Bonneu          | 115°                   |
| 212                             | Alexander Krieger               | R                               | 222                   | Jonas Abrahamsen      | 12°                   | 232                    | Toon Clynhens          | R                      |
| 213                             | Nils Brun                       | 109°                            | 223                   | Louis Bendixen        | R                     | 233                    | Lars Craps             | 101°                   |
| 214                             | Sebastian Kolze Changizi        | 117°                            | 224                   | Markus Hoelgaard      | 28°                   | 234                    | Jasper Dejaegher       | R                      |
| 215                             | Jacob Eriksson                  | 116°                            | 225                   | Niklas Larsen         | R                     | 235                    | Elias Maris            | 90°                    |
| 216                             | Marius Mayrhofer                | 32°                             | 226                   | William Blume Levy    | 61°                   | 236                    | Dylan Vandenstorme     | 104°                   |
| 217                             | Rick Pluimers                   | 70°                             | 227                   | Rasmus Bøgh Wallin    | R                     | 237                    | Victor Vercouillie     | R                      |
| Bingoal WB                      |                                 |                                 |                       |                       |                       |                        |                        |                        |
| N°                              | Ciclista                        | Clas.                           |                       |                       |                       |                        |                        |                        |
| 241                             | Luca Van Boven                  | 72°                             |                       |                       |                       |                        |                        |                        |
| 242                             | Cériel Desal                    | 58°                             |                       |                       |                       |                        |                        |                        |
| 243                             | Luca De Meester                 | 97°                             |                       |                       |                       |                        |                        |                        |
| 244                             | Aaron Van der Beken             | 69°                             |                       |                       |                       |                        |                        |                        |
| 245                             | Jelle Vermoote                  | R                               |                       |                       |                       |                        |                        |                        |
| 246                             | Kenneth Van Rooy                | 99°                             |                       |                       |                       |                        |                        |                        |
| 247                             | Dimitri Peyskens                | R                               |                       |                       |                       |                        |                        |                        |